# Estação Tora El-Asmant
Tora El-Asmant (em árabe: طرة الأسمنت) é uma das estações da linha 1 conhecida também como a linha francesa do metro do Cairo, no Egito.
A estação foi inaugurada em 26 de setembro de 1987 na fase 1 da linha 1 quando entrou em operação o Metro do Cairo.